# Reply 1988
Reply 1988 (Hangul: 응답하라 1988; RR: Eungdaphara 1988) és una sèrie de televisió sud-coreana protagonitzada per Lee Hye-ri, Park Bo-gum, Go Kyung-pyo, Ryu Jun-yeol i Lee Dong-hwi.
Situada l'any 1988, gira al voltant de cinc amics i les seves famílies que viuen al mateix barri de Ssangmun-dong, al districte de Dobong, al nord de Seül. Es va emetre tots els divendres i dissabtes del 6 de novembre de 2015 al 16 de gener de 2016 a tvN durant 20 capítols.
Reply 1988 és la tercera entrega de la sèrie Reply de tvN. Va rebre l'aclamació de la crítica i l'audiència amb el seu episodi final que va registrar un 18,8% de quota d'audiència a nivell nacional, cosa que el va convertir en el quart drama més ben valorat de la història de la televisió per cable de Corea.